# Alcubillas
Alcubillas es un municipio y localidad española de la provincia de Ciudad Real, en la comunidad autónoma de Castilla-La Mancha. El término municipal, ubicado en la comarca del Campo de Montiel, tiene una población de 418 habitantes (INE 2024).

## Geografía
Alcubillas se encuentra junto a la margen derecha del río Jabalón, a 82 km de Ciudad Real, capital de la provincia a que pertenece, y a 11 km de Villanueva de los Infantes, cabeza del partido judicial.
La villa está rodeada por Valdepeñas por el oeste, Villanueva de los Infantes por el este, Alhambra en el norte, San Carlos del Valle por el noroeste y Torre de Juan Abad y Cózar por el sur.
El Jabalón es el río más importante de la comarca y uno de los más destacados de la orilla izquierda del Guadiana. Se forma en los Ojos de Montiel por cuatro manantiales que brotan entre las calizas, y después de pasar por Alcubillas se une con el Origón. Desemboca en el Guadiana cerca de Corral de Calatrava.
Se encuentra enclavado entre las históricas villas manchegas de Valdepeñas al oeste y Villanueva de los Infantes al este, las tres son muy turísticas.

## Historia
La primera referencia histórica que se tiene de Alcubillas data de 747, cuando en un mapa de la división administrativa de las provincias efectuada por los musulmanes, aparece el toponímico de Alcoiellas. En 1181 una bula de Lucio III, confirma la donación de Alcubillas a la Orden de Santiago por parte de Alfonso VIII.  
Con la derrota de Alarcos en 1191, Alcubillas y los demás pueblos del Campo de Montiel vuelven a poder musulmán. En 1213, un año después de la histórica batalla de Las Navas de Tolosa, Alfonso VIII, concede la posesión de todas las plazas del Campo de Montiel a la Orden de Santiago. El papa Honorio III mediante una bula, confirma la posesión de Alcubillas por los cristianos en el año 1223. 
En 1243 y tras un pleito entre la Orden de Santiago y el Arzobispado de Toledo, San Fernando concede a la Orden de Santiago la titularidad de la iglesia de Alcubillas. En el año 1275, Alcubillas y otros pueblos de su entorno fueron concedidos como aldeas a Montiel, siendo Maestre de la Orden, Gonzalo Ruiz. Un privilegio confirmado por los Reyes Católicos, concede a Villanueva de los Infantes, parte del término que compartían varias villas y lugares del Campo de Montiel, entre ellos Alcubillas, en 1494.
En 1539, Alcubillas se convierte en villa, eximiéndose del control de Montiel e incorporándose a la Corona y Patrimonio Real, pagando por ello a la Real Hacienda 520 000 maravedíes. 
En el año 1571, se inician las obras de reconstrucción de la iglesia que se encontraba en ruinas. En 1624, el rey Felipe IV, acompañado de su hermano, el infante Carlos, su primer ministro el Conde-duque de Olivares y el célebre escritor Quevedo, entre otras personalidades llegan a Alcubillas a su paso para Andalucía. En 1752, el Catastro de Ensenada recoge con precisión la distribución de las tierras; así como la formación de sus diferentes estratos de la población. 
En 1809 y en plena Guerra de la Independencia, y apoyados por el Capitán Rosales y el carabinero Juan Molina del regimiento de Dragones de Granada, el pueblo de Alcubillas combate heroicamente contra las tropas de Napoleón.
Hacia mediados del siglo XIX, la villa tenía contabilizada una población de 255 habitantes. Aparece descrita en el primer volumen del Diccionario geográfico-estadístico-histórico de España y sus posesiones de Ultramar de Pascual Madoz de la siguiente manera:

ALCUBILLAS: v. con ayunt. de la prov. de Ciudad-Real (12 leg.), part. jud. y adm. de rent. de Villanueva de los Infantes (2), aud. terr. de Albacete (16), c. g. de Madrid (34), dióc. de Toledo (27): sit. en un llano á 500 pasos y á la der. del r. Jabalon: de clima sano, con una igl. parr. sit. al S., casi fuera de ella, cuyo curato es perpetuo, y se provee por el tribunal de las Ordenes; una panera donde se recogen los granos del pósito, y al pie de un pequeño cerro, que está próximo, y á la parte del O. una fuente-pozo de agua menos mala que la que de ordinario se bebe en la Mancha: confina su térm. por N. con el de S. Cárlos del Valle, E. con los de Infantes y Alambra, á 1 leg. escasa, S. con el de Gozar á poco mas de 1/2, y O. con el de Torrenueva á 1.: es casi todo llano, muy escaso de leña, y lo roturado, en años abundantes, muy productivo: le cruza el r. Jabalon con un puente de piedra casi arruinado: los caminos son de herradura, en mal estado; la correspondencia la traen y llevan los vec. á Infantes: prod.: trigo, centeno, cebada, patatas, y poco vino; hay cría de ganado lanar y cabrío, y se encuentran algunas liebres y perdices: sus hab. están dedicados principalmente á la agricultura; las mujeres hilan y tejen algunos lienzos de cáñamo, estameñas y pañetes de lana: los demas géneros para vestidos ordinarios se importan por lo regular de Infantes: pobl.: 51 vec., 255 alm.: cap. imp.: 269,100 rs.: contr. por todos conceptos: 9,897. Este pueblo se halla comprendido en lo que se llama Campo de Montiel, correspondiente á la Orden de Santiago, á quien lo otorgó el rey D. Alonso VIII por real cédula en Búrgos año de 1214, y se confirmó por D. Enrique I en 8 de enero en Maqueda año de 1217: siempre fue pueblo pequeño, y con motivo de la pasada guerra civil, apenas han quedado 22 vec.
(Madoz, 1845, p. 475)

En 1910 se inició de edificación de la ermita del Calvario. En 1925, se realizó posiblemente la mayor obra pública de Alcubillas, al construirse más de treinta viviendas subvencionadas en lo que actualmente es el Cerrillo de las Cruces, que se culminaba hacia 1931, con la construcción de la ermita de San Antón. La última de las ermitas del pueblo se construyó en 1960, dedicada a San Isidro. 
Según estudios, Alcubillas, es posible que sea el «lugar de la Mancha...» de Don Quijote de la Mancha.
Alcubillas fue finalista del concurso de televisión de la 1 El Pueblo Más Divertido.

## Demografía
Alcubillas cuenta con una población de 418 habitantes (INE 2024).
| Gráfica de evolución demográfica de Alcubillas entre 1842 y 2021                                                    |
| |
| Población de derecho según los censos de población del INE Población de hecho según los censos de población del INE |

| 673           | 681 | 664 | 678 | 672 | 660 | 619 | 543 | 518 |
| (Fuente: INE) |     |     |     |     |     |     |     |     |

## Economía
Su economía se basa en el vino, queso, aceite, cereal y huerta.

## Administración y política

### Listado de alcaldes desde 1979
| Nombre                    | Lista     | Fecha de posesión   | Fecha de baja       |
| ------------------------- | --------- | ------------------- | ------------------- |
| Antonio Arcos Cámara      | UCD       | 19 de abril de 1979 | 23 de mayo de 1983  |
| Rafael Abad Rioja         | PSCM-PSOE | 23 de mayo de 1983  | 30 de junio de 1987 |
| Rafael Abad Rioja         | PSCM-PSOE | 30 de junio de 1987 | 15 de junio de 1991 |
| Rafael Abad Rioja         | PSCM-PSOE | 15 de junio de 1991 | 17 de junio de 1995 |
| Rafael Abad Rioja         | PSCM-PSOE | 17 de junio de 1995 | 3 de julio de 1999  |
| Rafael Abad Rioja         | PSCM-PSOE | 3 de julio de 1999  | 14 de junio de 2003 |
| Rafael Abad Rioja         | PSCM-PSOE | 14 de junio de 2003 | 16 de junio de 2007 |
| Antonio Amador Muñoz      | F. I. A.  | 16 de junio de 2007 | 11 de junio de 2011 |
| Antonio Amador Muñoz      | PP-CLM    | 11 de junio de 2011 | 13 de junio de 2015 |
| Marco Antonio Navas Arcos | PP-CLM    | 13 de junio de 2015 | 15 de junio de 2019 |
| Marco Antonio Navas Arcos | PP-CLM    | 15 de junio de 2019 | 17 de junio de 2023 |

### Composición del ayuntamiento por legislatura
1979-1983
| Lista          | N.⁰ de concejales |
| -------------- | ----------------- |
| UCD            | 5                 |
| Independientes | 3                 |
| CD             | 1                 |
| Total          | 9                 |

1983-1987
| Lista     | N.⁰ de concejales |
| --------- | ----------------- |
| PSCM-PSOE | 4                 |
| AP/PDP/UL | 3                 |
| CDS       | 2                 |
| Total     | 9                 |

1987-1991
| Lista     | N.⁰ de concejales |
| --------- | ----------------- |
| PSCM-PSOE | 5                 |
| AP        | 2                 |
| Total     | 7                 |

1991-1995
| Lista     | N.⁰ de concejales |
| --------- | ----------------- |
| PSCM-PSOE | 5                 |
| PP-CLM    | 2                 |
| Total     | 7                 |

1995-1999
| Lista     | N.⁰ de concejales |
| --------- | ----------------- |
| PSCM-PSOE | 4                 |
| PP-CLM    | 3                 |
| Total     | 7                 |

1999-2003
| Lista     | N.⁰ de concejales |
| --------- | ----------------- |
| PSCM-PSOE | 4                 |
| PP-CLM    | 2                 |
| UCI       | 1                 |
| Total     | 7                 |

2003-2007
| Lista     | N.⁰ de concejales |
| --------- | ----------------- |
| PSCM-PSOE | 4                 |
| PP-CLM    | 3                 |
| Total     | 7                 |

2007-2011
| Lista     | N.⁰ de concejales |
| --------- | ----------------- |
| F. I. A.  | 4                 |
| PSCM-PSOE | 2                 |
| PP-CLM    | 1                 |
| Total     | 7                 |

2011-2015
| Lista     | N.⁰ de concejales |
| --------- | ----------------- |
| PP-CLM    | 4                 |
| PSCM-PSOE | 3                 |
| Total     | 7                 |

2015-2019
| Lista     | N.⁰ de concejales |
| --------- | ----------------- |
| PP-CLM    | 4                 |
| PSCM-PSOE | 2                 |
| F. I. A.  | 1                 |
| Total     | 7                 |

2019-2023
| Lista     | N.⁰ de concejales |
| --------- | ----------------- |
| PP-CLM    | 5                 |
| PSCM-PSOE | 2                 |
| Total     | 7                 |

## Patrimonio
Castillo de Alcobela.

## Fiestas
Sus fiestas patronales son en honor a la Virgen del Rosario en octubre.